# Роберт Џејмсон
Роберт Џејмсон (енгл. Robert Jameson; Лит, 1774 – Единбург, 19. април 1854) био је шкотски природњак и минералог. Године 1804. именован је за трећег редовног професора Универзитета у Единбургу.

## Биографија
Након завршеног основног образовања у Единбургу, постао је помоћник једног хирурга у градићу Лит, са циљем да постане бродски лекар. Ма Единбуршком Универзитету слушао је предавања везана за медицину, ботанику, хемију и историју природних наука. Године 1793. под утицајем професора Џона Вокера (1731–1803) напушта медицину и фокусиро се на геологију и минералогију. 
Роберт Џејмсон је 1808. основао природњачко друштво Wernerian Natural History Society чијим председником је био све до смрти 1854. године. Заједно са Дејвидом Бревстером (1781–1868) покренуо је филозофски часопис Edinburgh Philosophical Journal (основан 1819). 